# Noʻkis
Noʻkis vagy Nókis (IPA: [nœˈkis]; cirill írással: Нөкис; üzbég nyelven: Nukus / Нукус; kazak nyelven: Нүкіс / Núkis; orosz nyelven: Нукус / Nukusz) Üzbegisztán hatodik legnagyobb városa és az autonóm Karakalpaksztán Köztársaság fővárosa. Noʻkis népessége 2018. január 1-i adatok alapján mintegy 312 100 fő volt. Az Amu-darja folyó a város nyugati részén halad.
A város legismertebb nevezetessége Noʻkis Művészeti Múzeuma, mely Igor Vitaljevics Szavickij orosz avantgárd festő, régész és gyűjtő képeinek is otthont ad.

## Nevének eredete
Noʻkis neve az üzbégek „Nukus” törzsének nevéből származik.

## Története
Noʻkis a 19. század végéig egy kis falu volt. A szovjet hatalom megalakulása idején Tortkul városa lett a Karakalpaksztán autonóm régió közigazgatási központja. A 20-as években azonban az Amu-darja árvize a folyó partjától 12 kilométerre fekvő Tortkult is elsöpörte, ekkor a Karakalpaksztán régió központját Noʻkisba helyezték át.
A város hivatalosan 1932-ben született. 1932-es kis településből fejlődött az 1950-es évekre modern szovjet nagyvárossá. Ma Karakalpaksztán gazdasági, közigazgatási, politikai és kulturális központja modern épületekkel, körutakkal, nyilvános kertekkel és parkokkal. A fő látványossága azonban a Karakalpaksztán Művészeti Múzeum, amelyet Szavickijről neveztek el. Az itt elhelyezett Szavickij kollekció ide vonzza a különböző művészeket, látogatókat. A Múzeum mellett Noʻkis és környéke is számos egyedi régészeti, történelmi és kulturális műemlékkel rendelkezik.
A város egy ősi kulturális réteggel rendelkezik, mely a régészeti kutatások szerint a Kr. e. 4. századból való. Sok évszázaddal ezelőtt az ősi város Shurcha állt a jelenlegi Noʻkis helyén. Ez az ősi város ma Noʻkis északnyugati részére esik. A történészek szerint az ősi város egy védekező erődítmény volt, amely az ősi Hvárezm határát védte és irányítása alatt tartotta az Amu-darja vízi útját. A közelmúltban itt végzett feltárások során napvilágra kerültek Shurcha város egykori falainak és tornyainak maradványai is.
Noʻkis mellett, Xojeli városában (azaz a zarándokok földén) áll egy Mizdahxan, Ádám síremléke (ahogy muszlimok nevezik, bár a tudósok úgy vélik, hogy az valójában Gayomarda temetkezési helye), az első emberé a zoroasztruánus mitológia szerint).

## Nevezetességek
- Igor Vitaljevics Szavickij Művészeti Múzeum